# Zvonice v Lomnici nad Popelkou
Zvonice v Lomnici nad Popelkou je zvonice, která je nejstarší stavba ve městě Lomnice nad Popelkou v okrese Semily v Libereckém kraji. Tato dřevěná hranolová zvonice byla zřejmě vybudována v roce 1652. Stojí v areálu městského hřbitova, asi 200 m východně od lomnického Husova náměstí. V rámci areálu kaple sv. Jana Křtitele je chráněnou kulturní památkou České republiky.

## Stavba
Zvonice je dřevěná čtyřúhelníková stavba, která se dole rozšiřuje do šestiboké základny s pískovcovou podezdívkou. Budova byla několikrát renovována, vnitřní nosné trámy jsou však stále původní. Je krytá šindelovou střechou valbové konstrukce a na vrchu má pozlacenou kopuli.

### Rekonstrukce
- 2009 – byly opraveny trámy, krovy, zvonová stolice, šindelová krytina a vyčištěn interiér
- 2015 – Rekonstrukce šesti oken z celkových osmi. Nyní jsou na rozdíl od původních, slepých oken, otevírací, díky čemuž se při zvonění může lépe šířit zvuk.

## Zvony

### Původní zvony
Z původních pěti zvonů jsou dnes ve zvonici již jen dva. Další dva byly ulity až v novém tisíciletí. Původně zde byly:

#### Prostřední zvon s obrazem sv. Mikuláše
- Lomnici byl v roce 1591 věnován Eliškou z Martinic, podle které se mu říká Eliška.
- V roce 1755 pukl a 1756 byl opět ulit Zachariášem Pitrichem v Praze.
- Dosud zachovalý
- váží 610 kg

#### Velký zvon s obrazem sv. Mikuláše
- Věnován Eliškou z Martinic
- 24. 11. 1916 zrekvírován

#### Zvon sv. Jana Nepomuckého a sv. Václava
- Z roku 1776
- Dva obrázky – sv. Jana Nepomuckého a sv. Václava
- zrekvírován 2. 11. 1917

#### Malý zvonek
- Přibyl na zvonici roku 1734, zabaven spolu s velkým zvonem sv. Mikuláše

#### Malý zvonek - umíráček
- 1590 až doteď
- nachází se nad ostatními zvony a slouží jako umíráček

### Nové zvony
Dva nové zvony byly na zvonici osazeny v roce 2017. Od 15. května 2016 na ně probíhala sbírka. Jména těch, kdo přispěli více než 5000 Kč, jsou zaznamenána na pamětní desce. Celkem bylo vybráno 325 731 Kč.
Tyto nové zvony zajišťoval zvonař Petr Rudolf Manoušek ze Zbraslavi a přišly celkem na 1,3 milionu korun. Poprvé se s nimi zvonilo 3. prosince 2017.

#### Mikuláš
- jedná se o kopii původního velkého zvonu sv. Mikuláše
- nyní opět největší zvon
- váží 1130 kg

#### Maria
- Menší než Eliška
- váží 350 kg

### Zvoníci
Od roku 2011 zde každou neděli v poledne zvoní dobrovolní lomničtí zvoníci. Za běžných okolností se střídají dle rozpisu, o Vánocích zvoní všichni. Zvoní se také o svátcích.